# Transformatorenstation Diesdorf

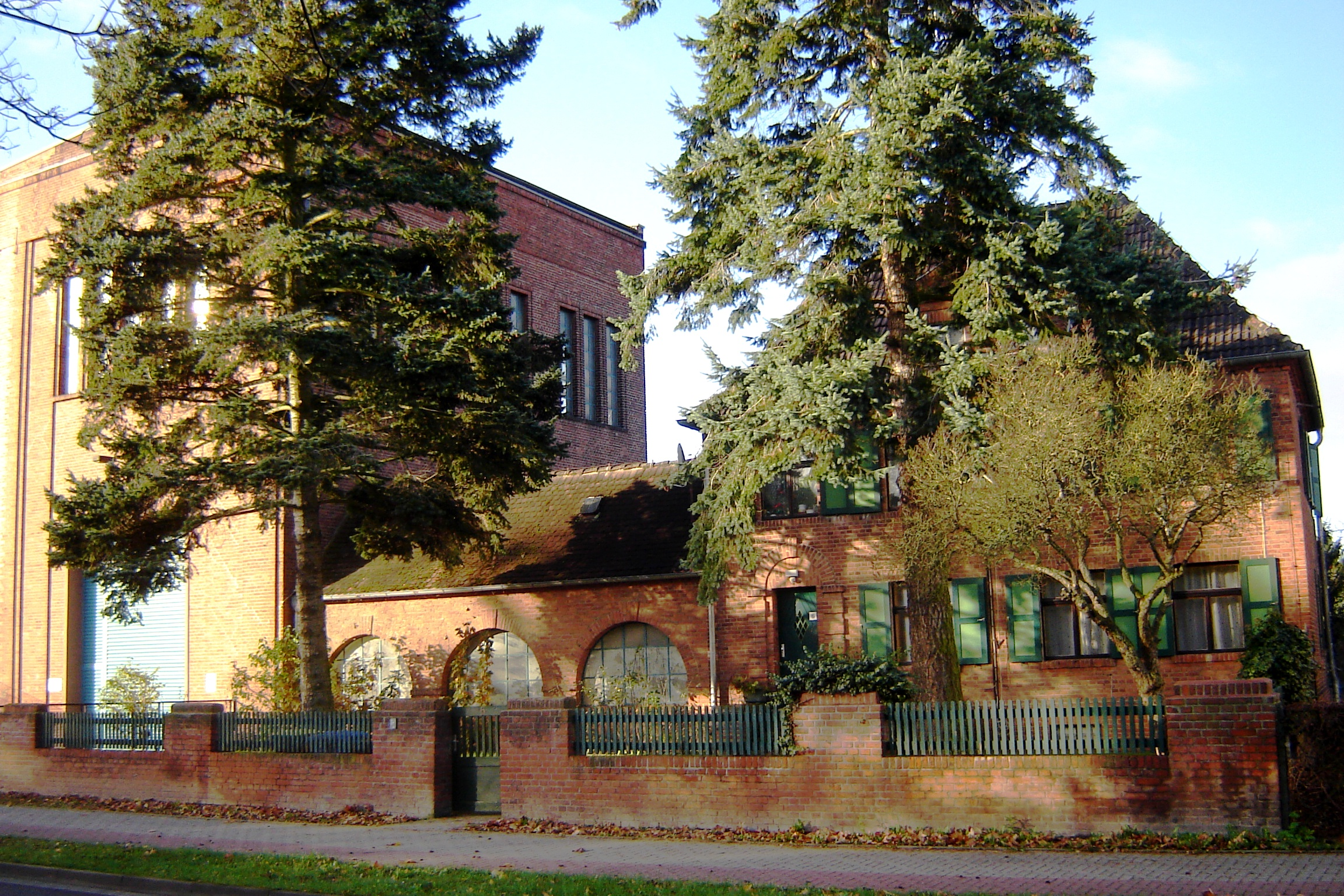
Transformatorenstation im Magdeburger Stadtteil Diesdorf

Die Transformatorenstation Diesdorf ist ein denkmalgeschütztes Bauwerk im Magdeburger Stadtteil Diesdorf in Sachsen-Anhalt. Im örtlichen Denkmalverzeichnis ist es seit dem 2. März 2003 unter der Erfassungsnummer 094 71124 als Baudenkmal verzeichnet.

## Allgemeines
Das Baudenkmal besteht aus zwei verschiedenen 1925 errichteten Gebäuden, dem Gerätehaus und dem Beamtenwohnhaus. Beide Gebäude sind durch einen rundbogigen Verbindungsgang miteinander verbunden. Sie befinden sich unter der Adresse Diesdorfer Graseweg 6 in Magdeburg.   Das Baudenkmal ist keine Transformatorenstation. Das sogenannte Gerätehaus enthält keine Transformatoren! Es ist ein Kranhaus mit einem großen Laufkatzenkrahn, der bei Reparaturen und Revisionen von Transformatoren benutzt wird. Das gesamte Baudenkmal gehört zum Umspannwerk Magdeburg Diesdorf (110 kV/30 kV/ 10 kV).

## Architektur

### Gerätehaus
Beim Gerätehaus handelt es sich um einen turmartigen Klinkerbau mit einem sehr flachen Giebel. Die Gebäudeecken werden durch flache Lisenen betont und der Traufebereich ist architravartig hervorgehoben. Hochsitzende rechteckige Fenster erhellen das Innere des Gebäudes. Das Gebäude orientiert sich stilistisch mit seinen zurückhaltenden neoklassizistischen Andeutungen an der Industriearchitektur von Peter Behrens aus der Zeit vor dem Ersten Weltkrieg.

### Beamtenwohnhaus
Das Beamtenwohnhaus befindet sich, von der Straße aus gesehen, rechts neben dem Gerätehaus. Es handelt sich dabei um einen zweigeschossigen Klinkerbau mit einem Walmdach. Das Gebäude wurde im Heimatschutzstil errichtet.